# Gran mancha de basura en el Pacífico

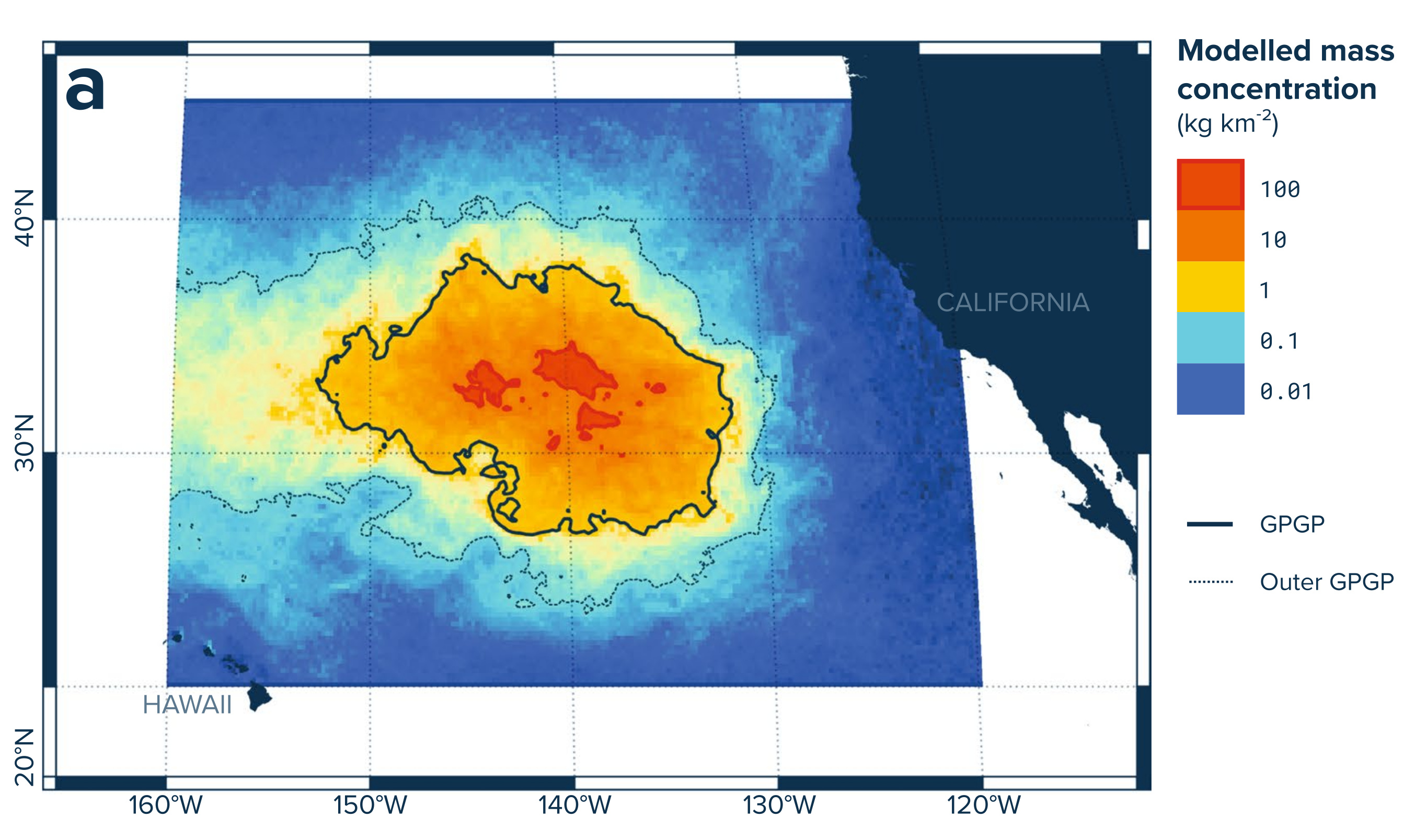
Concentraciones masivas de plástico en el océano para agosto de 2015, según informe de 2018.

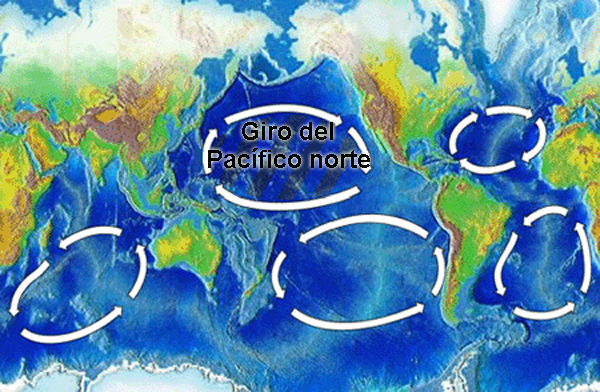
La isla de basura está situada en el giro del Pacífico norte, uno de los cinco grandes giros oceánicos.

La gran mancha de basura del Pacífico, también llamada continente de plástico, isla de basura, isla tóxica, gran zona de basura del Pacífico, remolino de basura del Pacífico, isla de la contaminación o isla de plástico del Pacífico, es una zona del océano cubierta de desechos marinos y plásticos en el centro del océano Pacífico Norte, localizada entre las coordenadas 135° a 155°O y 35° a 42°N.
Su superficie se estima entre 710 000 km²  y 17 000 000 km² según el criterio que se adopte en relación con la concentración de elementos de plástico que se fija como umbral para su definición geográfica.
Este vertedero oceánico se caracteriza por tener concentraciones excepcionalmente altas de plástico suspendido y otros desechos atrapados en las corrientes del giro oceánico del Pacífico Norte (formado por un vórtice de corrientes oceánicas). 
A pesar de su tamaño y densidad, la isla de basura oceánica es difícil de ver incluso mediante fotografías satelitales. Tampoco es posible localizarla con radares.
Mientras que antes se pensaba que la mancha era más parecida a una sopa de microplásticos casi invisibles, ahora los científicos han comprobado que la mayor parte de la basura consiste en trozos más grandes, incluyendo numerosas redes de pesca de plástico. Y, dicen, está creciendo «exponencialmente».
En 2009 se descubrió la mancha de basura del Atlántico Norte que está relacionada también con el giro oceánico del Atlántico Norte.
En 2011 se identificó otra isla de basura en el Pacífico Sur.

## Descubrimiento

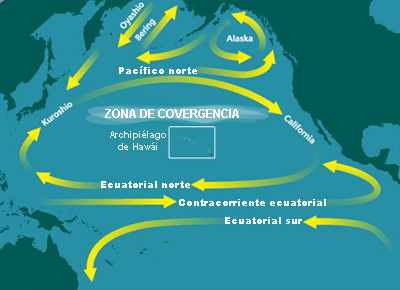
Esquema del gran giro del océano Pacífico Norte y las corrientes oceánicas principales.

La existencia de la mancha fue descrita en 1988 en una publicación de la  National Oceanic And Atmospheric Administration (NOAA) de los Estados Unidos, que se basaba en los resultados obtenidos en laboratorios de Alaska entre 1985 y 1988, que midieron plástico flotante en el océano Pacífico Norte. Estos laboratorios encontraron altas concentraciones de fragmentos de desechos marinos acumulados en zonas caracterizadas por ciertas corrientes oceánicas. 
Extrapolando a partir de los resultados en el mar del Japón, los investigadores llegaron a la conclusión de que condiciones similares a estas podrían ocurrir en otras partes del océano, donde las corrientes predominantes fueran favorables a la creación de masas de agua relativamente estables. Indicaron específicamente el giro del Pacífico Norte.
La existencia del continente de basura recibió una amplia atención del público y de la comunidad científica después de que fuera documentada en varios artículos por Charles Moore, un investigador oceanográfico y capitán marítimo californiano que volvió a casa pasando por el giro del Pacífico Norte después de competir en la carrera marítima llamada Transpac. Moore afirmó haber encontrado una enorme extensión de agua con restos de desechos flotantes y alertó al oceanógrafo Curtis Ebbesmeyer de la existencia del fenómeno, quien llamó la región Eastern Garbage Patch (mancha de basura del este; EGP por sus siglas en inglés). Esta zona se cita frecuentemente en los medios como un excepcional ejemplo de contaminación marina.

## Formación
Como otras áreas donde se concentran los desechos marinos en los océanos mundiales, la sopa de basura del este se ha formado gradualmente en los últimos tiempos como resultado de la polución marina agrupada por la acción de las corrientes. La mancha de basura oceánica ocupa una zona extensa y relativamente fija del océano Pacífico Norte, en el giro del Pacífico Norte (un área remota comúnmente llamada Horse Latitudes). El tamaño de la zona afectada se estima a 3,4 millones de km², lo que representa siete veces  la superficie de España. El área puede contener cerca de 100 millones de toneladas de desechos. También se ha sugerido que la mancha podría estar constituida por dos zonas de basura vinculadas.

## Fotodegradación de los plásticos en el océano

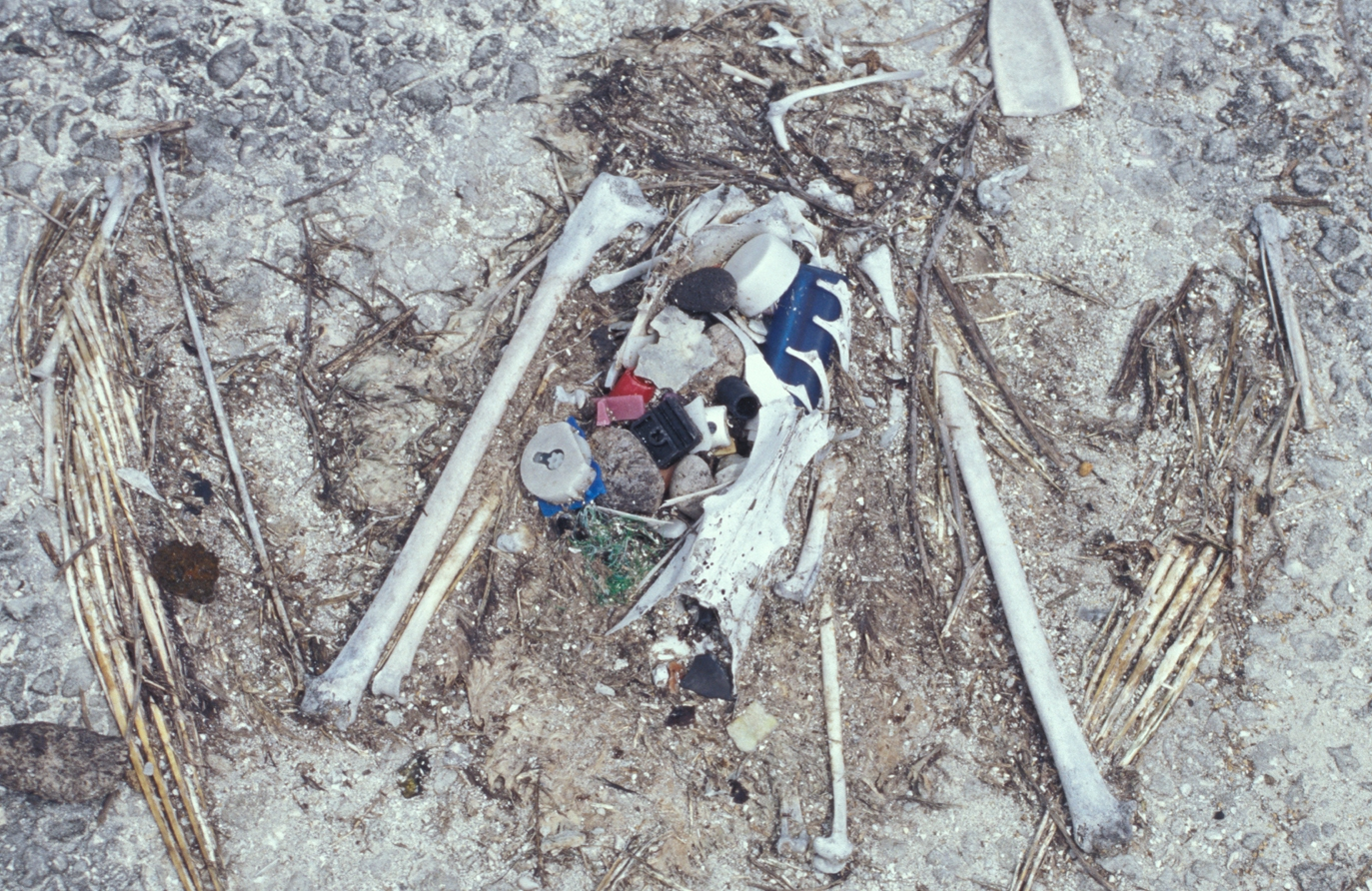
Restos de un polluelo de Phoebastria immutabilis (una especie de albatros) que fue alimentado con restos de plástico, lo que le causó la muerte

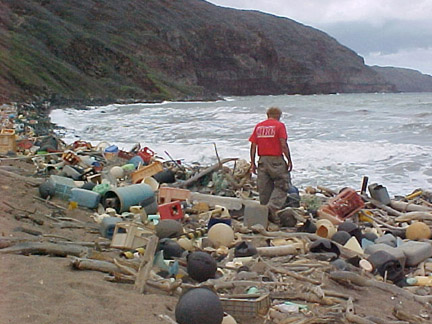
Desechos marinos en la costa de Hawái que son arrojados a las costas por el giro del Pacífico Norte.

## Impacto en la vida marina

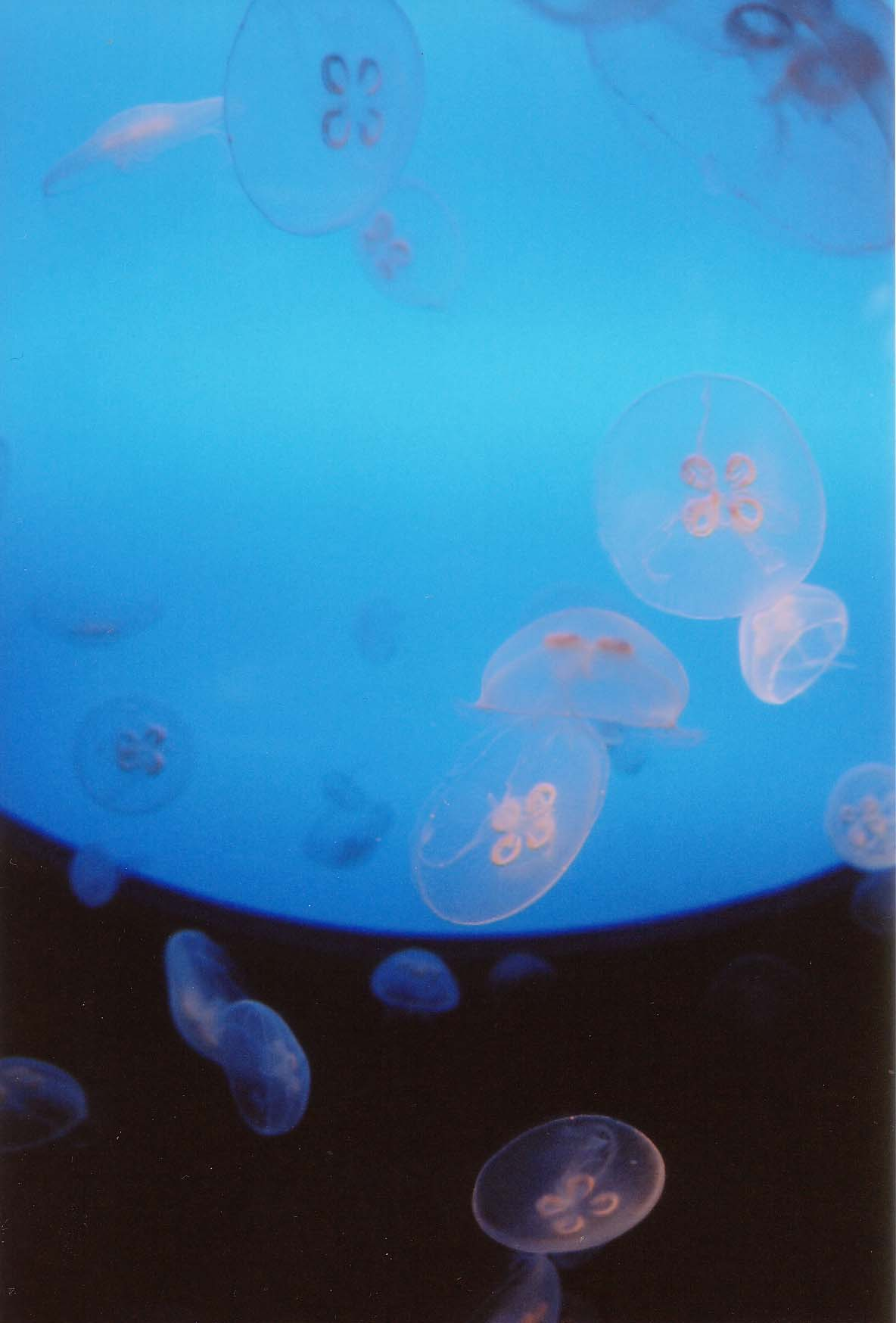
Algunas medusas consumen partículas de plástico y son luego consumidas por otros predadores.